# Danh sách máy bay cảnh báo sớm trên không
Đây là danh sách máy bay cảnh báo sớm trên không. Máy bay AEW là một hệ thống radar trên không được sử dụng để phát hiện máy bay, tàu mặt nước, phương tiện, tên lửa và các loại đạn khác đang bay tới, đồng thời cung cấp hướng dẫn cho máy bay tiêm kích và máy bay cường kích trong các cuộc tấn công.
| Tên                                      | Quốc gia chế tạo | Tình trạng      | Loại       | Đưa vào biên chế | Số lượng đặt hàng | Ghi chú       |
| ---------------------------------------- | ---------------- | --------------- | ---------- | ---------------- | ----------------- | ------------- |
| Antonov An-71                            | Liên Xô          | Sản xuất        | Phản lực   | 1985             | 3                 | 2 động cơ     |
| AgustaWestland Model 112/EH-101A         | Ý                | Sản xuất        | Trực thăng | 2009             | 4                 | 3 động cơ     |
| AgustaWestland Merlin Crowsnest          | Anh              | Sản xuất        | Trực thăng | 2021             | 1+                |               |
| Avro Shackleton AEW.2                    | Anh              | Sản xuất        | Cánh quạt  | 1972             | 12                | 4 động cơ     |
| Beriev A-50                              | Liên Xô          | Sản xuất        | Phản lực   | 1978             | 40 ~              | 4 động cơ     |
| Boeing 707 Phalcon/Condor                | Israel           | Sản xuất        | Phản lực   | 1993             | 2+                | 4 động cơ     |
| Boeing 737 AEW&C                         | Úc               | Sản xuất        | Phản lực   | 2004             | 14                | 2 động cơ     |
| Boeing B-29 Superfortress                | Hoa Kỳ           | Sản xuất        | Cánh quạt  | 1951             | 3                 | 4 động cơ     |
| Boeing EC-137D                           | Hoa Kỳ           | Sản xuất        | Phản lực   | 1972             | 2                 | 4 động cơ     |
| Boeing E-3 Sentry                        | Hoa Kỳ           | Sản xuất        | Phản lực   | 1975             | 68                | 4 động cơ     |
| Boeing E-767                             | Nhật Bản         | Sản xuất        | Phản lực   | 1996             | 4                 | 2 động cơ     |
| Boeing PB-1W Flying Fortress             | Hoa Kỳ           | Sản xuất        | Cánh quạt  | 1945             | 31                | 4 động cơ     |
| Bombardier Global 6000                   | Thụy Điển        | Đã đặt hàng     | Phản lực   | 2018             | 1+ ~              | 2 động cơ     |
| British Aerospace Nimrod AEW3            | Anh              | Đề án           | Phản lực   | 1980             | 11                | 4 động cơ     |
| Britten-Norman Defender AEW              | Anh              | Nguyên mẫu      | Cánh quạt  | 1988             | 2+                | 2 động cơ     |
| Douglas A-1 Skyraider                    | Hoa Kỳ           | Sản xuất        | Cánh quạt  | 1947             | 418               | 1 động cơ     |
| EADS CASA C-295 AEW                      | Tây Ban Nha      | Nguyên mẫu      | Cánh quạt  | 2011             | 1                 | 2 động cơ     |
| Embraer R-99A/E-99/EMB 145 AEW&C         | Brazil           | Sản xuất        | Phản lực   | 1999             | 15+               | 2 động cơ     |
| Fairey Gannet AEW.3                      | Anh              | Sản xuất        | Cánh quạt  | 1958             | 44                | 1 động cơ đôi |
| Fairey Gannet AEW.7                      | Anh              | Đề án           | Cánh quạt  | ?                | 0                 | 1 động cơ     |
| Goodyear ZP2N-1W/ZPG-2W/EZ-1B            | Hoa Kỳ           | Sản xuất        | Khí cầu    | 1955             | 3                 |               |
| Goodyear ZPG-3W                          | Hoa Kỳ           | Sản xuất        | Khí cầu    | 1958             | 4                 |               |
| Grumman E-1 Tracer                       | Hoa Kỳ           | Sản xuất        | Cánh quạt  | 1956             | 88                | 2 động cơ     |
| Grumman E-2 Hawkeye                      | Hoa Kỳ           | Sản xuất        | Cánh quạt  | 1960             | 276               | 2 động cơ     |
| Grumman TBM-3W Avenger                   | Hoa Kỳ           | Sản xuất        | Cánh quạt  | 1944             | 40                | 1 động cơ     |
| IAI Eitam                                | Israel/Hoa Kỳ    | Sản xuất        | Phản lực   | 2006             | 8                 | 2 động cơ     |
| Hawker Siddeley P.139B                   | Anh              | Đề án           | Phản lực   | 1966             | 0                 | 2 động cơ     |
| Kamov Ka-31                              | Liên Xô          | Sản xuất        | Trực thăng | 1983             | 35+               |               |
| KJ-1 AEWC                                | Trung Quốc       | Nguyên mẫu      | Cánh quạt  | 1971             | 2                 | 4 động cơ     |
| KJ-2000                                  | Trung Quốc       | Sản xuất        | Phản lực   | 2003             | 5                 | 4 động cơ     |
| KJ-3000                                  | Trung Quốc       | Nguyên mẫu      | Phản lực   | 2013             | 4                 | 4 động cơ     |
| Lockheed AMSS                            | Hoa Kỳ           | Đề án           | Phản lực   | ?                | 0                 | 2 động cơ     |
| Netra Mk.1 trên Embraer ERJ 145 bởi DRDO | Ấn Độ            | Sản xuất        | Phản lực   | 2011             | 3                 | 2 động cơ     |
| Netra Mk.2 trên Airbus A321 bởi DRDO     | Ấn Độ            | Đang phát triển | Phản lực   | 2028             | 6                 | 2 động cơ     |
| Lockheed WV-2/PO-2W/EC-121 Warning Star  | Hoa Kỳ           | Sản xuất        | Cánh quạt  | 1949             | 232               | 4 động cơ     |
| Lockheed EC-130V Hercules                | Hoa Kỳ           |                 | Cánh quạt  | 1991             | 1                 | 4 động cơ     |
| Lockheed P-3 Orion AEW&C                 | Hoa Kỳ           | Sản xuất        | Cánh quạt  | 1988             | 8                 | 4 động cơ     |
| Saab 340 AEW&C (S 100 B/D Argus)         | Thụy Điển        | Sản xuất        | Cánh quạt  | 1994             | 8                 | 2 động cơ     |
| Saab 2000 AEW&C                          | Thụy Điển        | Sản xuất        | Cánh quạt  | 2008             | 5                 | 2 động cơ     |
| Shaanxi KJ-200                           | Trung Quốc       | Sản xuất        | Cánh quạt  | 2001             | 13                | 4 động cơ     |
| Shaanxi KJ-500                           | Trung Quốc       | Sản xuất        | Cánh quạt  | 2013             | 12+               | 4 động cơ     |
| Shaanxi Y-8W                             | Trung Quốc       | Sản xuất        | Cánh quạt  |                  | 4                 | 4 động cơ     |
| Shaanxi Y-8J AEW                         | Trung Quốc       | Nguyên mẫu      | Cánh quạt  | 1998             | 4                 | 4 động cơ     |
| Shaanxi Y-8 AWACS                        | Trung Quốc       | Sản xuất        | Cánh quạt  |                  | 4                 | 4 động cơ     |
| Shaanxi ZDK-03 AEW&C                     | Trung Quốc       | Sản xuất        | Cánh quạt  | 2010             | 4                 | 4 động cơ     |
| Sikorsky SH-3H AEW                       | Tây Ban Nha      | Sản xuất        | Trực thăng |                  | 3                 |               |
| Sikorsky HR2S-1W                         | Hoa Kỳ           | Sản xuất        | Trực thăng | 1958             | 2                 |               |
| Tupolev Tu-126                           | Liên Xô          | Sản xuất        | Cánh quạt  | 1962             | 12 ~              | 4 động cơ     |
| Vickers Wellington                       | Anh              | Sản xuất        | Cánh quạt  | 1944             | 1                 | 2 động cơ     |
| Westland Sea King AEW.2/AEW.5/ASaC7      | Anh              | Sản xuất        | Trực thăng | 1982             | 13                |               |
| Xian JZY-01                              | Trung Quốc       | Nguyên mẫu      | Cánh quạt  | 2012             | 1                 | 2 động cơ     |
| Xian KJ-600                              | Trung Quốc       | Đang phát triển | Cánh quạt  |                  |                   | 2 động cơ     |
| Yakovlev Yak-44                          | Nga              | Đề án           | Cánh quạt  | 1993             | 0                 | 2 động cơ     |